# Torri del Benaco
Torri del Bènaco (Tóri de 'l Bènaco in veneto) è un comune italiano di 2 895 abitanti della provincia di Verona in Veneto.

## Geografia fisica
Torri del Benaco dista 38 chilometri da Verona. Rispetto al capoluogo è in posizione nord ovest.
Sorge sulla media costa veronese del lago di Garda, al confine con Garda a sud e Brenzone sul Garda a nord. L'entroterra comunale si estende verso est fino alle pendici del Monte Baldo e confina con i comuni di San Zeno di Montagna e Costermano.
Ad occidente la sezione lacustre confina con la provincia di Brescia in Lombardia (comuni di Gargnano, Gardone Riviera, Salò, San Felice del Benaco e Toscolano Maderno).

## Storia
I primi segni della presenza dell'uomo a Torri del Benaco sono da far risalire al 2000 circa a.C.: nel 1978, durante scavi nel centro storico furono rinvenuti frammenti in ceramica decorata e oggetti in selce attribuibili all'età del bronzo e negli anni '60 vennero trovate tracce di un antico insediamento palafitticolo. Altre testimonianze della presenza umana di quel periodo sono le numerose incisioni rupestri, raffigurazioni di notevoli dimensioni incise su lastre di pietra.
Torri (Tulles) entrò a far parte dell'Impero romano verso la fine del I sec. a.C.: lo conferma il rinvenimento di monete di età imperiale e molti toponimi ancora esistenti come Le Sorti (sortes) e Il Salto (saltus); lo dimostrerebbero soprattutto la torre ovest del Castello e l'impianto urbanistico del porto e del Trincerò, nella parte nord del centro storico.
Dopo la caduta dell'impero romano, il territorio venne occupato dai Goti, successivamente fu possedimento dei Longobardi e dei Franchi.
Agli inizi del X sec. penetrarono gli Ungari, perciò l'allora re d'Italia Berengario I, che nel 905 giunse e si fermò a Torri, fece erigere la cinta muraria - di cui rimangono tuttora ampi resti - e la Torre di Berengario, ora in piazza della Chiesa. A Torri datò 6 diplomi con i quali volle ricompensare con donazioni coloro che lo avevano aiutato contro Ludovico III di Borgogna.
All'inizio del II millennio Torri godeva di un'importanza strategica e di una certa rilevanza politica essendo sede del Consiglio della Gardesana.
Nel XII secolo, la sponda veronese del Lago di Garda vide passare le truppe del Barbarossa; a questo stesso periodo risalgono la Chiesa di San Giovanni, nei pressi del vecchio cimitero, la Chiesa della Trinità, al porto, e San Gregorio a Pai.
Con l'avvento degli Scaligeri a Verona, a Torri vennero rafforzate le difese del porto, creando una darsena fortificata e innalzato il Castello voluto da Antonio Della Scala, sulle rovine di una struttura preesistente, uno dei fortilizi più importanti di tutto il Garda. Attualmente ospita un interessante Museo etnografico, con gli aspetti più caratteristici della cultura locale e sul lato meridionale una serra di agrumi.
Ma l'allestimento di tutte queste difese non impedì la guerra tra i Visconti e i Da Carrara che si alternarono nel dominio della sponda del lago, fino al dominio della Repubblica di Venezia (1405) durante la quale Torri divenne sede della Gardesana dall'Acqua, federazione di 10 comuni con compiti di repressione del contrabbando e di ripartizione degli oneri fiscali. Il Consiglio della Gardesana dell'Acqua era ospitato nell'ala del palazzo ora occupata dall'albergo Gardesana ed era presieduto dal Capitano del Lago. Tra i torresani che assolsero a tale compito si ricorda Giovanni dei Menaroli (1380).
Nel ‘500 - ‘600 ci furono devastanti pestilenze che dimezzarono la popolazione di Torri; per contrastare il flagello gli appestati venivano raccolti vicino alla chiesa di San Giovanni e nel monastero annesso alla Chiesa di San Faustino. Un interessante raffigurazione di Torri del Benaco di questo periodo si trova in un affresco nella Chiesa di Sant'Antonio, sulla strada che porta alla contrada di Coi: il paese, cinto dalle mura medioevali è rappresentato con il castello scaligero a sud e la chiesa parrocchiale a nord, prima dell'ampliamento settecentesco, con un piccolo campanile addossato.
Numerose informazioni sulla vita quotidiana dei pescatori e dei contadini del piccolo centro di Torri nel XVIII secolo sono riportate nel libro che contiene i verbali delle sedute della Vicinia, l'assemblea dei capifamiglia che si radunavano per trattare gli affari.
Nel 1797 i soldati di Napoleone sbarcarono a Torri e non mancarono scontri tra austriaci e napoleonici. Nelle acque del lago, di fronte a Pai, una flottiglia austriaca mise in fuga i francesi. Dopo le razzie fatte dalle truppe napoleoniche, la zona di Torri del Benaco fu interessata dalla carestia, da freddi eccezionali, da siccità, da malattie.
A fine ‘800 giunse a Torri l'eco delle guerre d'indipendenza combattute nel basso lago e delle imprese garibaldine, in cui si distinse anche il botanico torresano Gregorio Rigo, e nel 1866 anche Torri entrò a far parte del Regno d'Italia. In quell'epoca, l'attività prevalente era la pesca e la coltivazione degli olivi ma si lavorava anche nelle serre di agrumi e nelle cave di marmo. Tra i personaggi di spicco in questo periodo si ricorda mons. Giuseppe Nascimbeni, nato a Torri.

## Monumenti e luoghi d'interesse

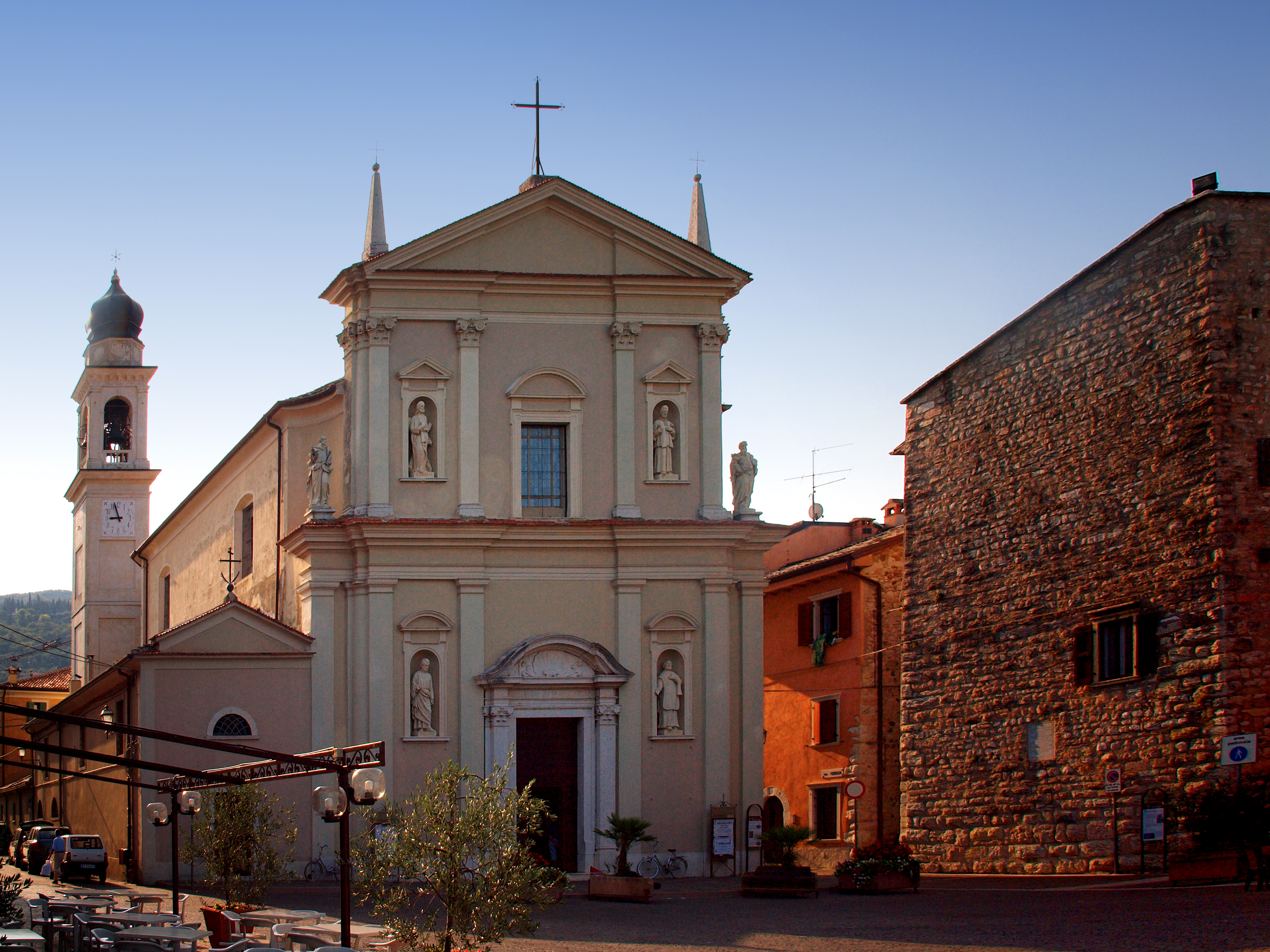
Chiesa di San Pietro e Paolo

### Architetture religiose
- Chiesa di San Marco - VII secolo
- Chiesa di San Gregorio - XII secolo
- Chiesa della Santissima Trinità al Porto - XV secolo
- Chiesa parrocchiale dei Santi Apostoli Pietro e Paolo - XVIII secolo
- Chiesa di San Martino - XVIII secolo

### Fortificazioni
- Castello Scaligero - XIV secolo. Nel castello si trova un museo etnografico sulla cultura materiale dell'alto Garda (pesca, olivicoltura) e una serra di agrumi del 1760.
- Torre dell'orologio - XIV secolo

### Incisioni rupestri
Nella zona tra Garda e Malcesine vi sono numerosi siti in cui, sui lastroni di pietra levigati dal ritiro dei ghiacciai, sono presenti graffiti, i più antichi dei quali risalgono all'età del Bronzo. La zona di Torri del Benaco è quella che ne ospita la maggior quantità.

### Natura
Grotta La Tanella, nel bosco appena fuori dall'abitato di Pai di Sopra. L'entrata è in sicurezza attraverso un cunicolo scavato artificialmente e presenta alcuni vani laterali oltre al vano principale artificiale che si congiunge con un ramo naturale. È ricca di stalattiti e stalagmiti ed ospita una sorgente perenne.

#### Appunti di Storia della Tanella
A cura di Giuliano Acerbi attraverso le interviste fatte alla popolazione locale che hanno permesso di ricostruire, almeno in parte, la “storia” della Grotta Tanella. È una ricostruzione di fatti tramandati oralmente, molto articolata e curiosa. Di seguito una sintetica descrizione di quanto emerso dalle interviste.
Pietro Aloisi, detto Menegari, è un muratore di Pai emigrato in NordAmerica dove ha fondato un'impresa edile già affermata ai primi del ‘900. In quel Paese viene convinto da alcuni personaggi non ben definiti (stregoni…) a tornare in Italia e cercare un eventuale “tesoro” scavando nella Tanella. Probabilmente si riferivano al neonato, per quei tempi, business dell'acqua da sfruttare per usi idroelettrici , ed inoltre da distribuire agli abitanti di Pai con un costruendo acquedotto.
Pietro Aloisi lascia l'America e torna a Pai per investire i suoi capitali nello scavo della galleria che dovrebbe intercettare l'ipotetico lago sotterraneo che dovrebbe trovarsi dentro la Tanella, pare litigando con i suoi famigliari assolutamente contrari all'operazione in questione, e gli scavi cominciano probabilmente nel 1915.
Nel 1919 viene fatto saltare il diaframma che separava la galleria artificiale dal condotto freatico naturale superiore e per quasi una notte fuoriesce acqua dalla Galleria di scavo. Ma all'indomani il condotto è già completamente svuotato e dalla Tanella non esce la quantità d'acqua sperata. Aloisi può però accertare la presenza di una notevole cavità sotterranea e successivamente la esplora, arrivando al lago-sifone che tuttora (Luglio 2006) rappresenta il limite esplorativo della Tanella. Incentivato da questa nuova presenza d'acqua riprende gli scavi fino al 1925, quando per motivi ancora sconosciuti tutto si ferma senza completare l'opera, a circa 50 metri dal nuovo lago e dopo averne scavato più di 130, nell'arco di circa dieci anni (1915 – 1925).
La situazione che lascia l'Aloisi è comunque positiva perché la Tanella è diventata una bellissima ed interessantissima Grotta, che viene visitata, nel seguire degli anni da un certo numero di turisti, come racconta Stefano Cavallari, che nel 1932, aiutato da un operaio, allarga il buco di collegamento tra la galleria artificiale e la grotta naturale per facilitare il flusso turistico. Su consiglio della madre, mette un cartello a Pai di sotto sulla strada principale per segnalare la posizione della Tanella ai turisti che cominciano a frequentare il Lago di Garda, e per dieci centesimi li accompagnava alla Grotta dove gli stessi, armati di candele, visitavano la Grotta. Questo movimento turistico durò fino all'estate del 1935, quando, in conseguenza della crisi economica mondiale, i turisti diminuiscono e il giovane Stefano Cavallari emigrò in America.
Nel 1933 fu organizzata dal Museo di Storia naturale di Verona una spedizione alla Tanella per esplorare il Lago finale. Fu chiesto al Cavallari di portare dentro la Grotta un Sandolino, la più piccola barca del Lago di Garda, per superare il Lago, ma il risultato fu negativo perché il proseguimento della Grotta è esclusivamente subacqueo. Non si hanno ulteriori notizie della Tanella fino al dopoguerra, quando negli anni cinquanta si decise di canalizzare l'Acqua della Grotta risultata da analisi effettuate dalla Provincia di Verona una ottima Acqua Minerale Naturale per l'acquedotto del Paese, e tale impianto funzionò fino alla fine degli anni sessanta fino a che l'inquinamento urbano proveniente dalla montagna sovrastante non ne compromise definitivamente la qualità e la potabilità.
Nel frattempo la Tanella fu completamente abbandonata a sé stessa fino all'estate del 2003 quando speleologi Veronesi Mantovani, Reggiani e Modenesi, con un contributo economico del comune di Torri del Benaco, bonificarono tutta la Grotta dai rottami metallici del vecchio acquedotto e altro materiale, dando inizio ad una nuova valorizzazione turistica che dura tuttora. (Fonte: Giuliano Acerbi)

### Villa Melisa
Villa Melisa, costruita nel 1950 ed acquistata dal comune di Torri del Benaco nel 1988, si trova in una posizione privilegiata, affacciata su due lati sul lago di Garda. Ospita il circolo anziani e una sede dell'AIPO, che offre consulenze ai coltivatori olivicoli. Una ampia zona del suo giardino è adibita a parco giochi.

## Società

### Evoluzione demografica
Abitanti censiti

## Cultura

### Manifestazioni

#### Regata delle bisse
Regata remiera organizzata dalla Lega Bisse del Garda. Tappa del campionato delle bisse, tradizionali imbarcazioni da voga alla veneta, che si tiene tra giugno ed agosto di ogni anno. L'imbarcazione vincitrice del campionato otterrà come trofeo la "bandiera del lago".

#### Le strade di Torri ai pittori
Manifestazione che si tiene a metà giugno, durante la quale decine di pittori si ritrovano nelle vie del paese e sul lungolago per dipingere en plein air.

#### Festa dell'apnea
Si svolge a fine settembre con gare di apnea, esibizioni, concorsi di fotografia subacquea ed altro.

#### Verde oro in riva al lago
Mostre, degustazioni ed itinerari alla scoperta dei sapori e delle tradizioni dell'olio extravergine d'oliva.

#### Premio culturale Sandro Bevilacqua
Premio dedicato a Sandro Bevilacqua, giornalista, poeta e narratore veronese.

#### Carnevale settembrino
Sfilata di gruppi mascherati del carnevale veronese e corte di re Berengario Primo, re d'Italia senza regno. Nata a metà degli anni '90, la manifestazione è stata sospesa per alcuni anni per riprendere nel 2014.

## Geografia antropica

### Frazioni

#### Albisano
La frazione di Albisano è posta a 309 metri s.l.m, proprio sopra Torri del Benaco, in una posizione che offre una vista stupenda del lago di Garda, del paese di Torri del Benaco e della borgate circostanti. L'abitato si sviluppa attorno alla piazza e alla chiesa parrocchiale di san Martino.
Nel passato abitato prevalentemente da contadini - i pescatori e commercianti popolavano, infatti, la zona più vicina al lago - era coltivato a vigneti e cereali. 
È attorniato da numerose contrade e località:
- Sorti, assegnata grazie alla “sorte” ai veterani di guerra in epoca romana
- Brè, zona coltivata poiché non boschiva come il territorio limitrofo
- Bardino

#### Pai
La frazione di Pai situata a circa 7 km a nord di Torri del Benaco è composta da due abitati, uno più antico, risalente al X secolo e posto sulle pendici del Monte Baldo a circa 131 metri s.l.m ed uno più recente posizionato in riva al lago di Garda.
La denominazione della frazione deriva dalla presenza di antiche palafitte nella zona. Un documento del 1372 si riferisce a Pai come "Pali sive Pai".
All'interno del territorio di Pai, si trova Crero, un piccolo borgo situato a 208 metri s.l.m., popolato da meno di 20 abitanti e con una trattoria come unico esercizio commerciale.
Da esso partono molti sentieri che consentono di raggiungere Torri del Benaco e le altre frazioni e Garda.
In prossimità di Crero si trova la "Roccia Grande", il maggiore dei lastroni di roccia presenti nel comune di Torri del Benaco, scolpiti con incisioni rupestri di epoca preistorica.

### Altre frazioni
A mezza costa, tra Torri e Albisano, ci sono altre frazioni. Le più importanti sono :
- Coi, che in passato è stato un borgo fortificato
- Sevino
- Campiano
- Loncrino
- Valmagra

## Economia

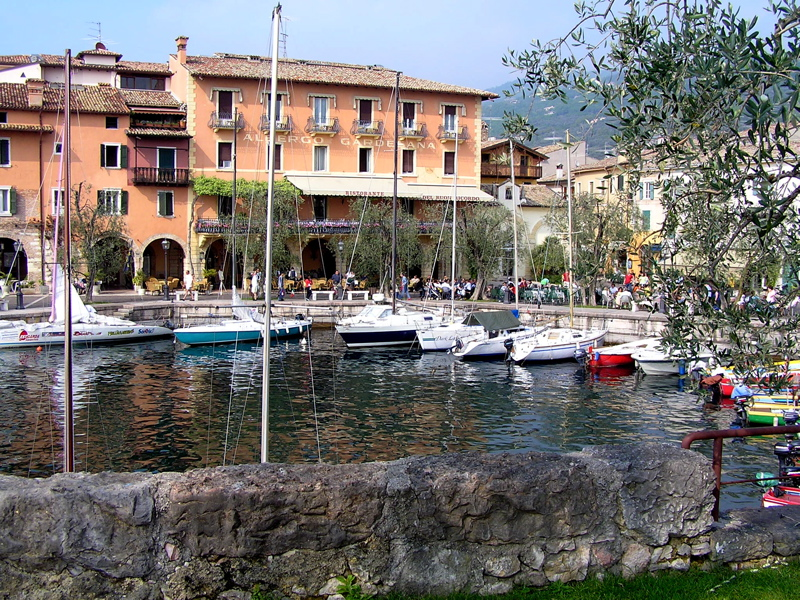
Porticciolo

L'economia locale si basa principalmente sul turismo, anche se rimane importante la coltivazione dell'olivo, da cui si ricava un olio pregiato.

## Infrastrutture e trasporti
Il casello autostradale più vicino è quello di "Affi-Lago di Garda sud" sull'Autostrada A22, situato a circa 20 km di distanza.
Il comune è attraversato dalla Strada statale 249 Gardesana Orientale, che lo collega a nord e a sud alle altre località del lago.
Nell'entroterra si sviluppa la strada provinciale SP32A che, passando per Albisano, dopo circa 7 km conduce al bivio sulla SP9 che prosegue a nord verso San Zeno di Montagna e a sud verso Costermano.

## Amministrazione
| Periodo     | Periodo     | Primo cittadino     | Partito              | Carica  | Note   |
| ----------- | ----------- | ------------------- | -------------------- | ------- | ------ |
| giugno 1985 | maggio 1990 | Bonfilio Campanardi | Democrazia Cristiana | Sindaco | [ 13 ] |
| maggio 1990 | aprile 1995 | Giampaolo Bertera   | indipendente         | Sindaco | [ 14 ] |
| aprile 1995 | giugno 1999 | Alberto Vedovelli   | Lista civica         | Sindaco | [ 15 ] |
| giugno 1999 | giugno 2004 | Alberto Vedovelli   | Lista civica         | Sindaco | [ 16 ] |
| giugno 2004 | giugno 2009 | Giorgio Passionelli | Lista civica         | Sindaco | [ 17 ] |
| giugno 2009 | aprile 2014 | Giorgio Passionelli | Lista civica         | Sindaco | [ 18 ] |
| aprile 2014 | in carica   | Stefano Nicotra     | Lista civica         | Sindaco | [ 18 ] |

### Gemellaggi
- Cadaqués, dal 2006[19]
- Ronzone, dal 2022